# Beltsovo
Beltsovo (en rus: Бельцово) és un poble del krai de Primórie, a l'Extrem Orient de Rússia, que en el cens del 2010 tenia 368 habitants.